# Robert Anderson (Schriftsteller)
Robert Woodruff Anderson (* 28. April 1917 in Manhattan, New York City; † 9. Februar 2009 ebenda) war ein US-amerikanischer Schriftsteller, Dramatiker und Drehbuchautor, der insbesondere durch seine von eigenen Kriegserlebnissen geprägten Drehbücher nach Adaptionen von Romanen wie James A. Micheners Land ohne Männer (1957) oder Richard McKennas Kanonenboot am Yangtse-Kiang (1966) bekannt wurde.

## Leben
Anderson begann nach dem Besuch der Phillips Exeter Academy 1935 ein Studium an der Harvard University und schloss dieses Studium 1939 mit einem Bachelor of Arts (B.A.) und schließlich 1940 mit einem Master of Arts (M.A.) ab. Während des Zweiten Weltkrieges leistete er seinen Militärdienst in der US Navy und diente zuletzt als Lieutenant im Pazifikkrieg. Für seine militärischen Verdienste und seine Tapferkeit wurde er mit dem Bronze Star ausgezeichnet.
Nach Ende des Krieges begann er seine Tätigkeit als Dramatiker und verfasste eine Reihe von Theaterstücken. Sein Debüt als Drehbuchautor gab er 1948 in der Fernsehserie The Philco Television Playhouse und schrieb in der Folgezeit überwiegend Drehbücher für Fernsehserien, ehe er 1957 mit dem Drehbuch zu Land ohne Männer nach der Adaption des Romans von James A. Michener erstmals ein Filmdrehbuch schrieb, in dem er zugleich eigene Kriegserfahrungen widerspiegeln konnte. Einige seiner Drehbücher basierten auf seinen eigenen Bühnenwerken.
Anderson, der 1959 die Schauspielerin Teresa Wright heiratete, wurde für das Drehbuch zu Geschichte einer Nonne (1959) von Fred Zinnemann sowohl für den Oscar für das beste adaptierte Drehbuch bei der Oscarverleihung 1960 als auch für Preis der Writers Guild of America (WGA Award) für das beste Drama nominiert. Für das Drehbuch zu Kanonenboot am Yangtse-Kiang (1966), der Adaption des gleichnamigen Romans von Richard McKenna, wurde er nicht nur für den Golden Globe Award für das beste Filmdrehbuch, sondern abermals für den WGA Award für das beste Drame nominiert.
Bei der Oscarverleihung 1971 war er wieder für den Oscar für das beste adaptierte Drehbuch nominiert und zwar für Kein Lied für meinen Vater (1970) von Gilbert Cates. Zugleich erhielt er hierfür eine weitere Nominierung für einen WGA Award in der Kategorie bestes adaptiertes Drehbuch. Für seine literarischen Verdienste wurde er 1981 als Mitglied in die American Theater Hall of Fame aufgenommen.

## Theaterstücke
- 1938: Hour Town
- 1945: Come Marching Home
- 1949: The Eden Rose
- 1950: Dance Me A Song
- 1951: Love Revisited
- 1952: All Summer Long
- 1953: Tea And Sympathy
- 1959: Silent Night, Lonely Night
- 1965: The Days Between
- 1967: The Footsteps Of Doves
- 1967: I Never Sang For My Father
- 1967: I’ll Be Home For Christmas
- 1967: I’m Herbert
- 1967: The Shock of Recognition
- 1967: You Know I Can’t Hear You When The Water’s Running
- 1971: Solitaire
- 1971: Double Solitaire
- 1983: Free And Clear
- 1991: The Last Act Is A Solo

## Filmografie (Auswahl)
- 1953: Medallion Theatre (Fernsehserie)
- 1956: Anders als die anderen (Tea and Sympathy)
- 1959: Geschichte einer Nonne (The Nun’s Story)
- 1966: Kanonenboot am Yangtse-Kiang (The Sand Pebbles)
- 1967: Tee und etwas Sympathie (Fernsehfilm)
- 1970: Kein Lied für meinen Vater (I Never Sang for My Father)
- 1992: Mut zur Liebe (Getting Up and Going Home, Fernsehfilm)